# شبكة أخبار اليابان
شبكة أخبار اليابان (ジャパン ニュース ネットワーク Japan Nyūsu Nettowāku), أو JNN، هي شبكة تلفزيون إخبارية في اليابان. تنشر الشبكة بواسطة طوكيو برودكاستنغ سيستم (TBS).

## وصلات خارجية
- (باليابانية) الموقع الرسمي